# Solea senegalensis
Solea senegalensis, de nome comum linguado-branco, é um peixe demersal marinho, encontrado nas zonas temperadas e subtropicais do Oceano Atlântico, com ocorrência ainda no Mar Mediterrâneo.
É muito semelhante ao linguado comum e, como ele, tem um corpo achatado e oval com a barbatana dorsal começando no perfil superior da cabeça até os olhos situados no mesmo lado da face.